# Dragovići (Čajniče, BiH)
Dragovići su naseljeno mjesto u općini Čajniču, Republika Srpska, BiH. Južno je Hasovića potok, a Zaborak sjeveroistočno.
Godine 1985. pripojeni su s naselju Zaborku (Sl. list SRBiH 24/85).

## Stanovništvo
| Narod     | Popis 1961. | Popis 1971. | Popis 1981. |
| --------- | ----------- | ----------- | ----------- |
| Hrvati    |             |             |             |
| Muslimani | 4           |             |             |
| Srbi      | 123         | 95          | 67          |
| ostali    |             |             | 1           |
| Ukupno    | 127         | 95          | 68          |